# Wester-Amstel
Wester-Amstel is een buitenplaats aan de Amstel in Amstelveen (voorheen Nieuwer-Amstel). Het is de oudste buitenplaats langs de Amstel en een van de drie overgebleven buitenplaatsen van ruim zestig die ooit de oevers sierden. Het is privébezit. Tot 2019 werd het gepacht; vanaf 2020 wordt de buitenplaats door MKB Fonds (www.mkb-fonds.nl) gehuurd. Park en tuinen zijn publiek toegankelijk. Vrijwilligers dragen bij aan de instandhouding en openstelling.

## Geschiedenis van de Buitenplaats Wester-Amstel

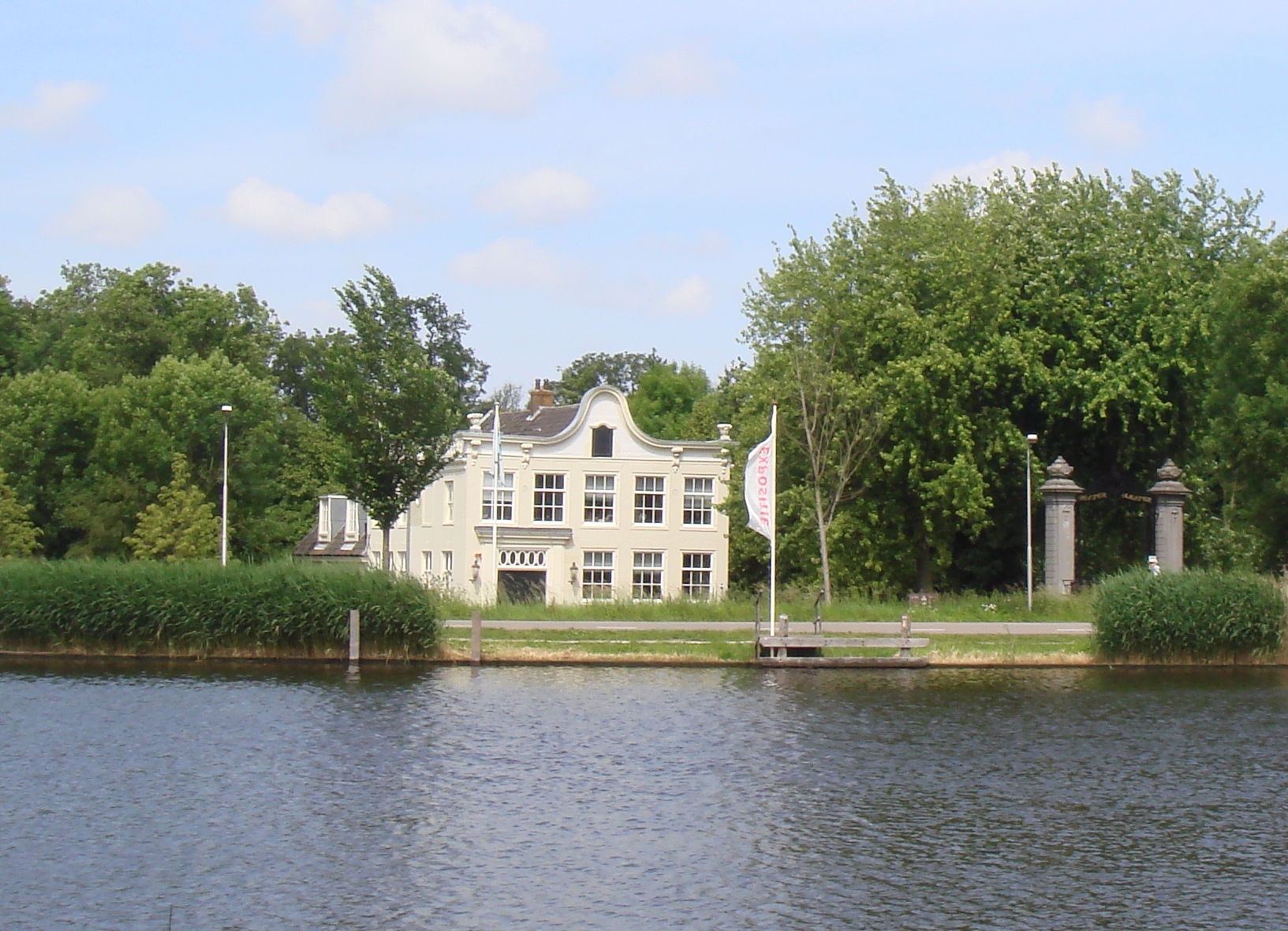
Buitenplaats Wester-Amstel

### De 17de eeuw
Van ongeveer 1625 af kochten Amsterdamse kooplieden grond aan de Amstel. Eerst vooral om landbouwproducten voor de groeiende stad te leveren, later om er in de zomer met de familie te verblijven.
In 1662 koopt Nicolaas Pancras twee, dicht naast elkaar liggende boerderijen. De boerderijen worden gesloopt en er wordt een nieuw huis neergezet, hij doopt het bezit Wester-Amstel.
Pancras was meer dan eens burgemeester van Amsterdam en heemraad van Amstelland en hij was lid van de Amsterdamse Kamer van de VOC. Hij behoorde later tot de belangrijke ´Heren Zeventien´.
Pancras overlijdt in 1678 en Petronella de Waert verkoopt in 1686 Wester-Amstel aan Jan Marcus die het tot 1714 in bezit had.

### De 18de eeuw
Jan Marcus verkocht Wester-Amstel na 28 jaar aan Andries Leenders. Leenders bleef ruimt 20 jaar de eigenaar. Andries Leenderts liet de buitenplaats na aan zijn enige dochter Anna Levina, gehuwd met Jacob du Faij. Hun dochter, vrouwe Maria du Faij en haar man, Gillis van der Voort, verkochten het op 5 oktober 1739 aan Hendrik Collonius. Als Collonius de hofstede in 1750 weer van de hand doet aan Adriaan Cromhout benoemt hij het als 'een hofstede met deselfs heerehuijsing, speelhuijs, koetshuijs, stalling, tuinmanswoning' etc. met 18 morgen land en genaamd 'Wester-Amstel'. De duidelijke neergang van Amsterdam als handelsstad waren desastreus voor de buitenplaatsen aan de Amstel. De een na de ander werd gesloopt. In 1776 kocht Frederik Kaal het buiten en hij verkocht Wester-Amstel aan Jean de Neufville. Frederik Kaal had al een reeks buitenplaatsen gekocht en gesloopt. Hij verkocht dan de mooie schouwen, deuren en andere bouwelementen en hij verrijkte de Nederlandse taal met het begrip ´Kaalslag´.
Jean de Neufville verhuurde de hofstede als herberg. Met de Neufville ging het niet goed, de herberg bracht nauwelijks iets op en de herbergier kreeg een huurschuld. De Neufville had handelsrelaties met Amerika, dat in zijn vrijheidsoorlog met Engeland verwikkeld was. De Amerikanen wilde met de Nederlandse steden graag een verbond sluiten van handel, vrede en vriendschap. Amsterdam maakte een conceptverdrag voor wanneer Amerika vrij van Engeland zou zijn. Jean de Neufville was dit traktaat overeengekomen met de Amerikaanse gezant, Lee. Dit geschrift viel op de terugweg in handen van een Engels oorlogsschip en werd de aanleiding voor de 4de Engelse oorlog. De Neufville werd hoogverraad verweten en hij vluchtte in 1785 naar Amerika waar hij in 1796 berooid stierf. Zijn zaakwaarnemers verkochten de hofstede halsoverkop in 1786 aan Bernardus de Bie en al 6 jaar later verkochten diens erfgenamen Wester-Amstel aan Antonius Quirinus van Persijn.

### De 19de eeuw
Van Persijn leefde van 1767 tot 1842. Hij bezat Wester-Amstel een halve eeuw lang tot zijn dood. Hij behoorde tot de regenten van Amsterdam en als schepen van de stad moet een respectabel ambtenaar zijn geweest. Hij trouwde de dochter van de secretaris van Amsterdam. Maria Philippina Elias en hij vertrouwde zijn vrouw en haar broers het beheer toe van de zeventien pakhuizen die zij aan de Prinsengracht bezaten. Wester-Amstel werd met zorg beheerd en van Persijn noteerde de jaarlijkse werkzaamheden zorgvuldig. zo weten wij dat hij in 1793 een ´Perzikekas´ maakte en het Doolhof weg deed. Verder vinden we bijvoorbeeld:
- 1811: Amstelland gekocht (aan de noordkant) en aldaar op ´t oude fundament Huis en Koestalling gemaakt.
- 1824: IJzeren hek zwart geschilderd, de letters verguld.
- 1835: Het voorhuis de marmervloer opgenomen en regtgelegd, het fornuis in de keuken nieuwe plaat en potten…

Van Persijn verbleef zeker met het stijgen der jaren steeds langer op zijn hofstede. Hij bezat ook land en boerderijen, Ooster-Amstel en Amstelland aan de overkant van de Amstel. Het daarnaast gelegen Boschlust was van zijn zoon Jan, hij had ook land in de Middelpolder en in de Beemster. Toen Persijn in 1842 overleed had hij zijn beide zoons overleefd. Zijn dochter Hester Constantia werd in Utrecht verpleegd. Er was ook nog een kleindochter van 14 jaar Betsy (Elisabeth Machtelina van Persijn). Betsy en Hester erfden samen het vermogen en alle huizen en landerijen. Het testament bepaalde dat Hester het vruchtgebruik had tot haar dood en dat er voor 5 jaar een echtpaar werd aangesteld als huisbewaarders. Van Persijn kon niet voorzien dat die vijf jaar niet genoeg was, Wester-Amstel ontbeerde de rest van de eeuw een eigenaar-bewoner.

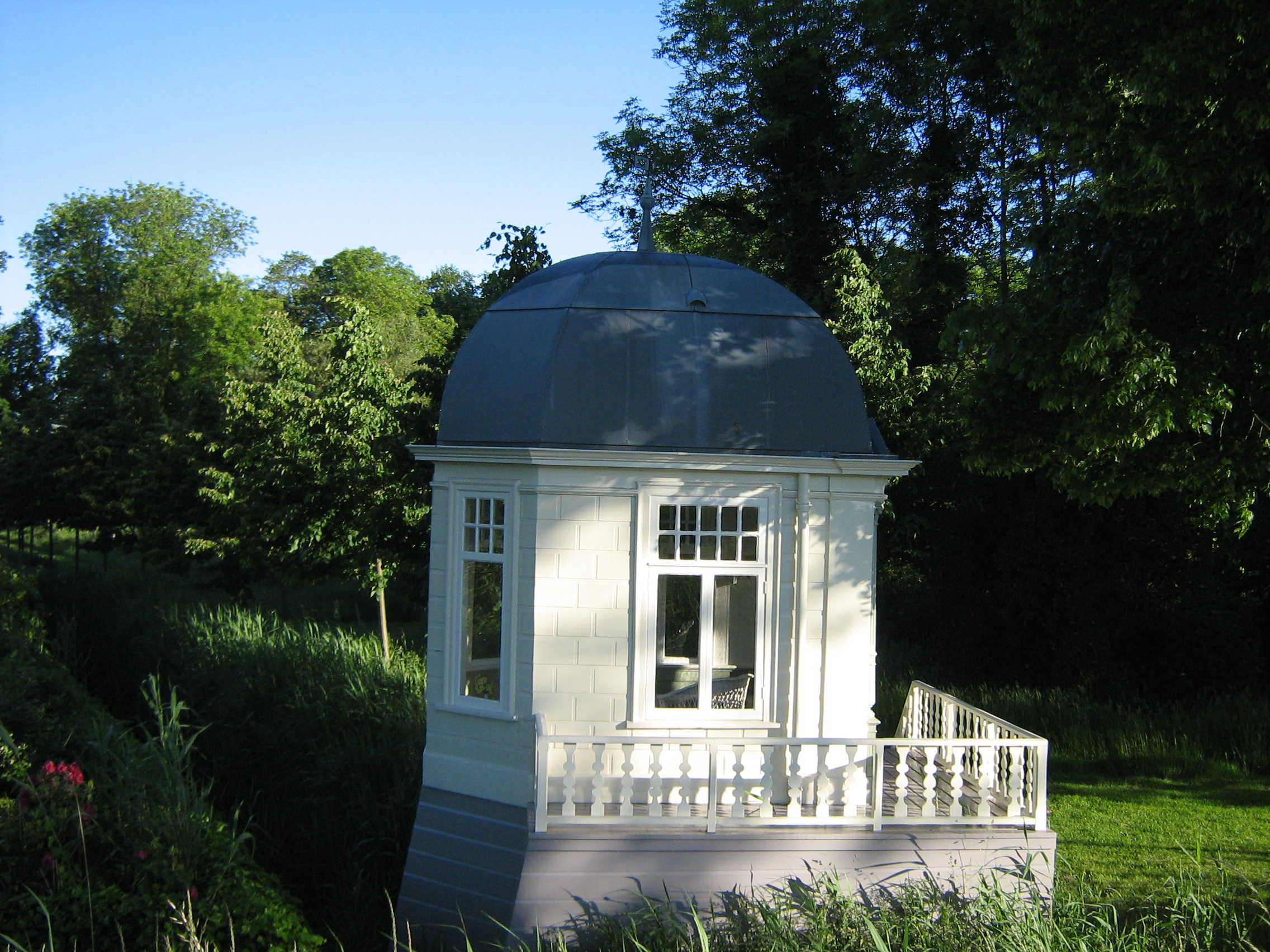
Tuinkoepel uit circa 1900.

Betsy trouwde in 1852 met C.T. baron van Lynden van Sandenburg en stierf kinderloos in 1865. Haar echtgenoot erfde haar hele bezit. De baron hertrouwde en kreeg in 1873 een zoon, Alex. Na de dood van zijn vader erfde de toen 14-jarige Alex van Lynden in 1887 Wester-Amstel. De familie had vele bezittingen in Doorn en Leersum en was niet geïnteresseerd in dit bezit. In 1900 werd Wester-Amstel geveild.

### 20ste eeuw
Bij de veiling in 1900 wordt Wester-Amstel omschreven als goed onderhouden herenhuis. Het was verhuurd aan Dhr. Slager die het exploiteerde als herberg.
De heer J.Ph.J.F. Lissone, stichter van het bekende internationale reisbureau, kocht de buitenplaats en hij maakte er opnieuw een woonhuis van.
Na zijn dood in 1907 bleven zijn weduwe en drie dochters er wonen.
De dochters Lissone hielden het buiten in stand. Met de last van stijgende jaren en dalende middelen lukte het minder Wester-Amstel goed te onderhouden. Na 1950 verviel het huis en het achterhuis werd onbewoonbaar verklaard. Toen de laatste dochter Lissone in de jaren ´60 overleed, erfde de zoon van oudste dochter Cornelia, die gehuwd was geweest met de heer Movig, de buitenplaats. Ludvig Movig bracht het familiebezit onder in de stichting J.Ph.J.F. Lissone en deze is tot op de dag van vandaag eigenaar.
In 1989 koos de Stichting Lissone Groengebied Amstelland als erfpachter voor de komende 30 jaar. Het Groengebied betaalde een symbolisch bedrag en verplichtte zich tot de restauratie van de buitenplaats.
De organisatie werkt samen met de provincie Noord-Holland en de vier gemeenten Amsterdam, Amstelveen, Diemen en Ouder-Amstel. Het park werd voor iedereen toegankelijk, het Groengebied vestigde zijn kantoor in de hofstede en het renovatieplan werd in 1993 met geld en hulp van velen in gang gezet.

## Trivia
Van eind 1995 tot en met eind 2006 werd Wester-Amstel in Goede tijden, slechte tijden gebruikt als exterieur voor het fictieve hotel De Rozenboom. Inmiddels doet de Hartekamp in Heemstede dienst als decor voor dit hotel. In 2014, 2017 en in 2020 wordt Wester-Amstel gebruikt als locatie in de zwarte komedie 'Hollands Hoop'. Zij figureert dan als onderkomen van de Groninger drugsbaron Peter Paul Muller. In februari 2019 wijdde het NPO programma 'Binnenste Buiten' een item aan Wester-Amstel.
In 2009 stond Wester-Amstel model voor het 90e Delfts blauwe huisje van KLM.